# Missões diplomáticas de Granada

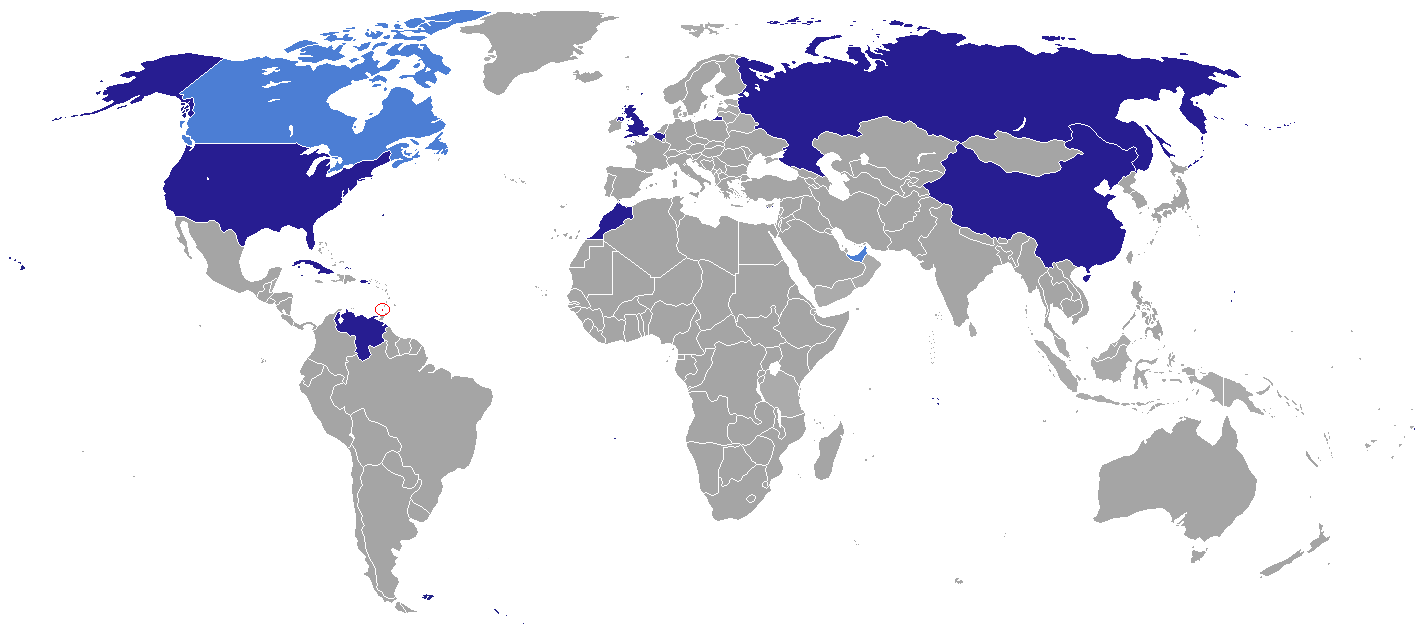
Missões diplomáticas de Granada

Abaixo estão listadas as embaixadas e consulados de Granada:

## América

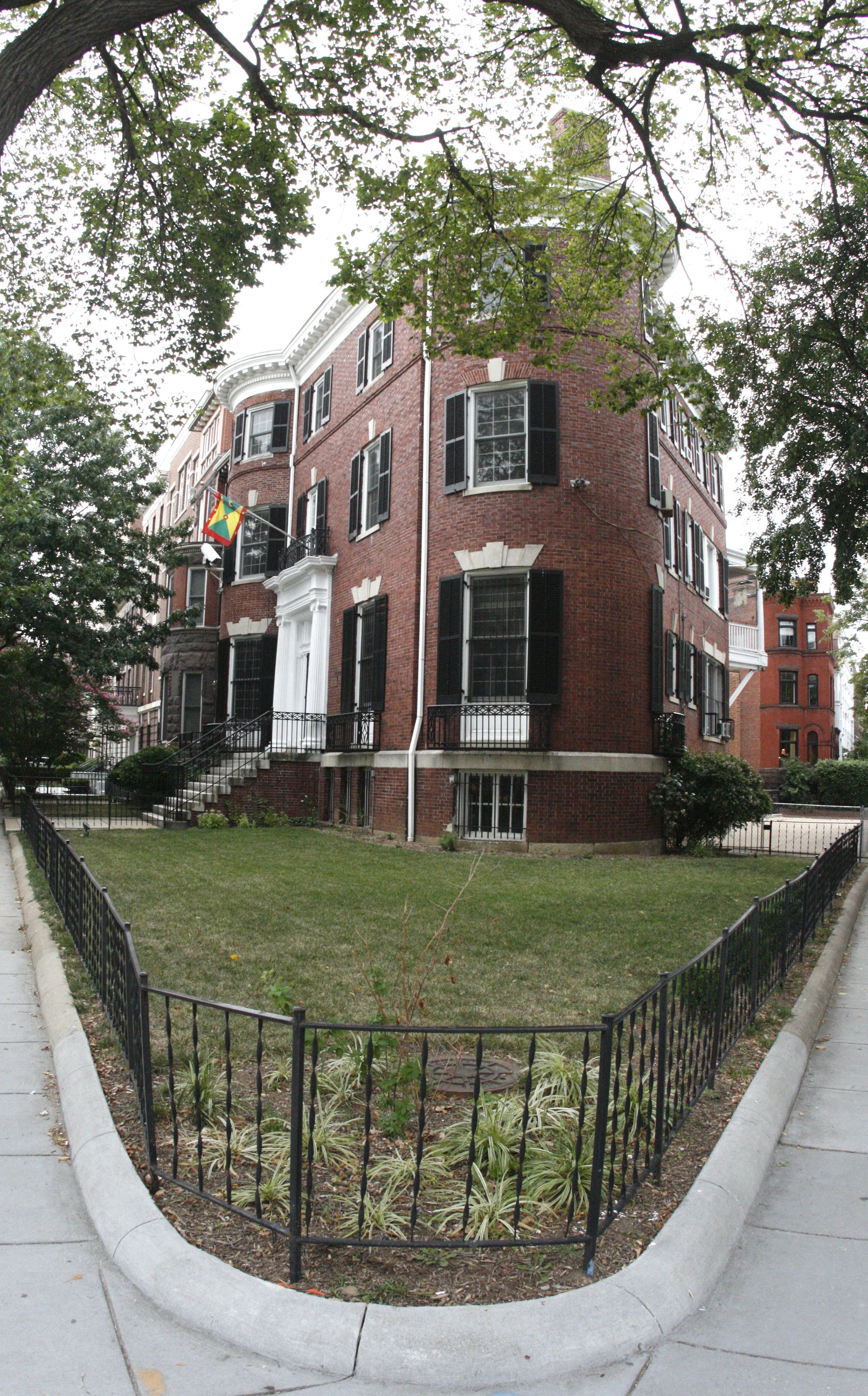
Embaixada de Granada ante a Washington, DC

- Canadá
  - Toronto (Consulado-Geral)
- Cuba
  - Havana (Embaixada)
- Estados Unidos
  - Washington, DC (Embaixada)
  - Miami (Consulado-Geral)
  - Nova Iorque (Consulado-Geral)
- Venezuela
  - Caracas (Embaixada)

## Ásia
- China
  - Pequim (Embaixada)

## Europa
- Bélgica
  - Bruxelas (Embaixada)
- Reino Unido
  - Londres (Alta comissão)

## Organizações multilaterais
- Bruxelas (Missão ante a União Europeia)
- Genebra (Missão permanente de Granada ante as Nações Unidas)
- Nova Iorque (Missão permanente de Granada ante as Nações Unidas)
- Washington, DC (Missão permanente de Granada ante a Organização dos Estados Americanos)